# Коккинаки, Константин Константинович
Константи́н Константи́нович Коккина́ки (11 марта 1910, Новороссийск — 4 марта 1990, Москва) — советский лётчик, лётчик-испытатель, Герой Советского Союза. Младший брат известного лётчика Владимира Константиновича Коккинаки.

## Биография
Из семьи понтийских греков. Родился 26 февраля (11 марта) 1910 года в городе Новороссийске. Работал грузчиком в порту, матросом, матросом-спасателем.
В Красной армии с января 1930 года. Окончил Сталинградскую военную авиационную школу лётчиков в 1932 году. Служил в строевых частях ВВС.
С 1936 по 1939 годы — лётчик-испытатель военной приёмки авиазавода № 1 (г. Москва). Испытывал серийные самолёты Р-5, Р-7, ДИ-6, И-15 бис, И-153.
С августа 1938 по март 1940 года в спецкомандировке в Китае, участвовал в боевых действиях против японских войск. Заместитель командира, командир истребительной авиагруппы, затем военный советник по истребительной авиации. Выполнил 166 боевых вылетов на истребителе И-153, в воздушных боях сбил лично 3 и в группе 4 самолёта противника. В одном из воздушных боёв был сбит сам, выпрыгнул с парашютом.
Участник Великой Отечественной войны: с июня 1941 года — заместитель командира 401-го истребительного авиационного полка особого назначения (Западный фронт), сформированного из лётчиков-испытателей. После гибели Степана Супруна 4 июля 1941 года возглавлял полк по август того же года.
Совершил 98 боевых вылетов на истребителе МиГ-3. Сбил лично 4 и в группе 3 самолёта противника.
Отозван с фронта, облётывал поставляемые по ленд-лизу английские истребители «Томагавк» в городе Архангельске.
С 1951 по 1964 годы — на лётно-испытательной работе в ОКБ А. И. Микояна.
В 1964 году ушёл с испытательной работы. Работал в ОКБ А. И. Микояна на должностях: лётчика транспортного отряда ОКБ (1964—1965), ведущего инженера в отделе лётных испытаний (1966—1985), старшего инженера (с 1985).
Жил в Москве. Умер 4 марта 1990 года. Похоронен на Кузьминском кладбище в Москве.

## Семья
Отец — Коккинаки Константин Павлович (1861—1941).

Мать — Коккинаки Наталья Петровна (1879—1959).

Брат — Коккинаки Георгий Константинович (1900—1973).

Сестра — Коккинаки Татьяна Константиновна (1902—1993).

Брат — Коккинаки Владимир Константинович (1904—1985) — лётчик-испытатель.

Брат — Коккинаки Павел Константинович (1906—1991) — бортинженер.

Брат — Коккинаки Александр Константинович (1914—1941) — военный лётчик.

Брат — Коккинаки Валентин Константинович (1916—1955) — лётчик-испытатель.

## Сочинения
- Очерк в сборнике «В небе Китая». 1937—1940. — М.: Наука, 1986.
- Статья в журнале «Огонёк», 1966, № 52.